# Unteres Trauntal
Das Untere Trauntal ist die Talung der Traun im Kernbereich des Alpenvorlands in Oberösterreich. Es erstreckt sich im Traunviertel und Oberösterreichischen Zentralraum und umfasst auch die Welser Heide.
Das Untere Trauntal bildet eine der 41 Oberösterreichischen Raumeinheiten.

## Geographie

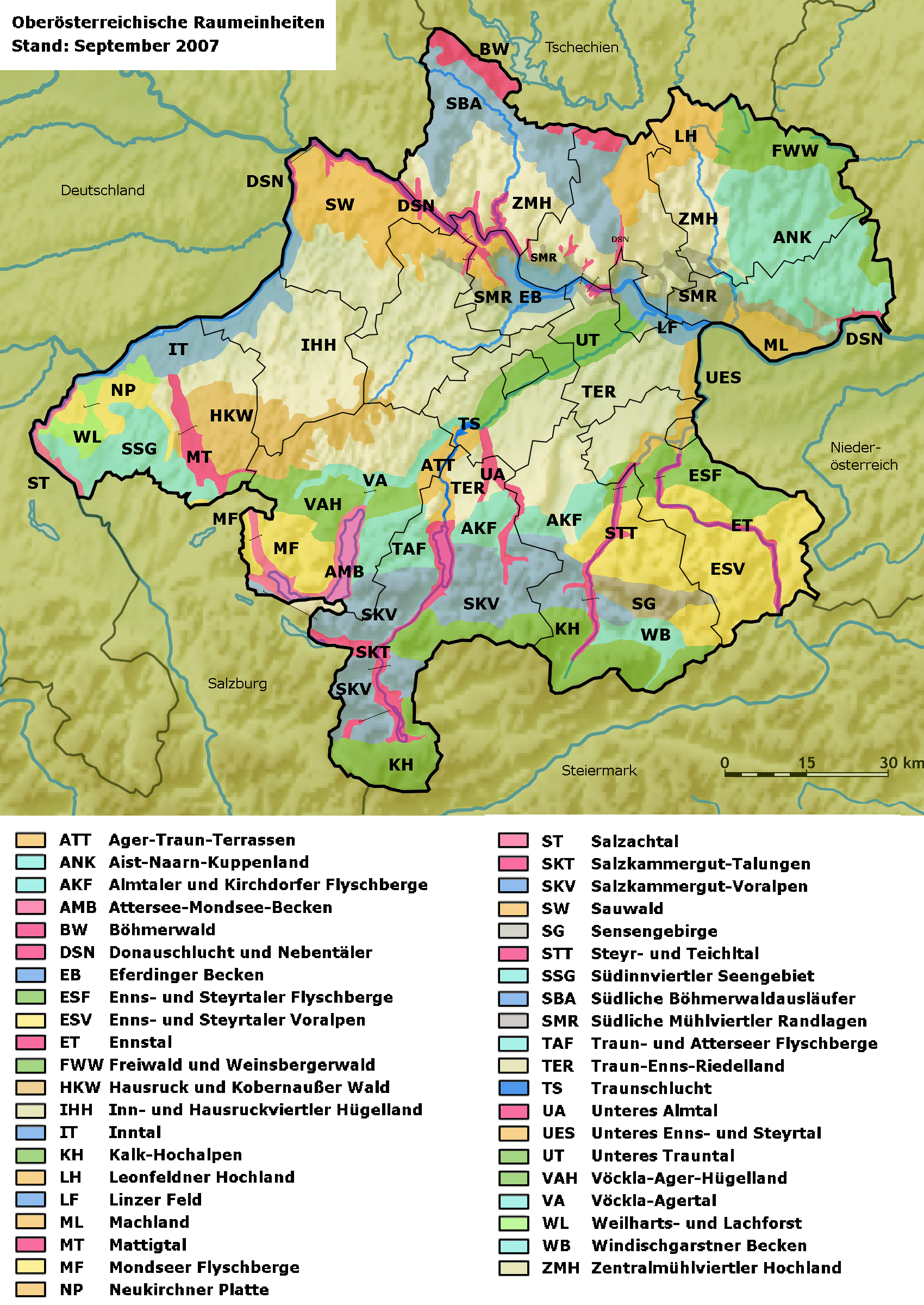
Raumeinheiten:, in der Mitte Oberösterreichs

### Lage und Landschaft
Das Unteren Trauntal erstreckt sich von Linz südwestwärts bis Lambach in der Nordostecke des Salzkammerguts, wo sich die Täler zu verengen beginnen. Die Welser Heide als Kernraum, linksufrig der Traun, bildet eine weite Ebene, und ist vom voralpinen Hügelland umschlossen. Die Grenzen der Raumeinheit sind im Norden entlang der Hochterrasse der Traun, die den Riedel der Wasserscheide zum Innbach begleitet, im Süden die Höhenstufe der Traunleiten.
Die Fläche der Raumeinheit beträgt 223,85 km² und erstreckt sich über rund 40 km. Die Breite beträgt zwischen 4 und 9 km. Der tiefste Bereich des Gebiets liegt beim Linzer Hauptbahnhof mit rund 270 m ü. A. Der höchste Bereich liegt bei rund 360 m ü. A. bei Lambach

### Nachbarregionen
Die Raumeinheit ist von folgenden oberösterreichischen Raumeinheiten umgeben (im Uhrzeigersinn, beginnend im Norden):
Inn- und Hausruckviertler Hügelland, Linzer Feld, Traun-Enns-Riedelland, Unteres Almtal, Ager-Traun-Terrassen und Traunschlucht.
Diese Landschaften gehören alle ebenfalls zum Alpenvorland.

### Gemeinden
Die Raumeinheit liegt in den Bezirken Linz, Linz-Land, Wels und Wels-Land.
Folgende Gemeindegebiete liegen überwiegend oder gänzlich im Unteren Trauntal (alphabetisch geordnet):
Ansfelden, Edt bei Lambach, Gunskirchen, Holzhausen, Hörsching, Leonding, Marchtrenk, Pasching, Pucking, Oftering, Weißkirchen an der Traun, Traun und Wels

### Geologie und Hydrographie
Das untere Trauntal ist die nacheiszeitliche Erosionslandschaft der Traun. Der normale Aufbau des Alpenvorlandes ist Decklehm- und Deckenschotter aus der Günz- und Mindeleiszeit über Schlier, einem schiefrigen Gestein, den Sedimenten des tertiären Molassemeeres. Hier ist der Schlier abgetragen, und darüber mehrmals wieder Schottermaterial abgelagert und abermals aberodiert. Gegliedert wird der Raum in die Hochterrasse (Rißeiszeit), die Niederterrasse (Würmeiszeit) und die rezente Austufe (Holozän/Postglazial), die vor der Regulierung der Traun noch überflutet wurde.
Die Hochterrasse findet sich im Süden westlich von Gunskirchen und im Hörschinger Feld nördlich. Sie ist eine mächtige Lößschicht mit darüberliegenden lehmig-schluffigen Deckschichten. Der Boden ist tiefgründig und landwirtschaftlich wertvoll. 
Die Niederterrasse umfasst die eigentliche Welser Heide und Gebiete östlich von Weißkirchen und hat trockene Schotterböden. Charakteristisch ist, dass etliche der nördlichen Nebenbäche der Traun (wie Grünbach, Laaber Bach, Perwender Bach) hier versickern, ursprünglich in großen Vernässungszonen, heute in künstlich angelegten Schottergruben.
Die Austufe erstreckt sich über eine Breite von 1 km bis 3 km Breite im Raum Wels und geht in die Austufe der Donau im Linzer Feld über. Sie ist durch die Traunregulierung und die Staustufen der Traun-Kraftwerkskette (Laufkraftwerke Lambach, Marchtrenk und Pucking, kleinere beim Welser und Kleinmünchner Wehr) stark überprägt, es finden sich aber auch noch Altwässer, sowie durch Schotterabbau entstandene Teichlandschaften.

## Raumplanerische Charakteristik

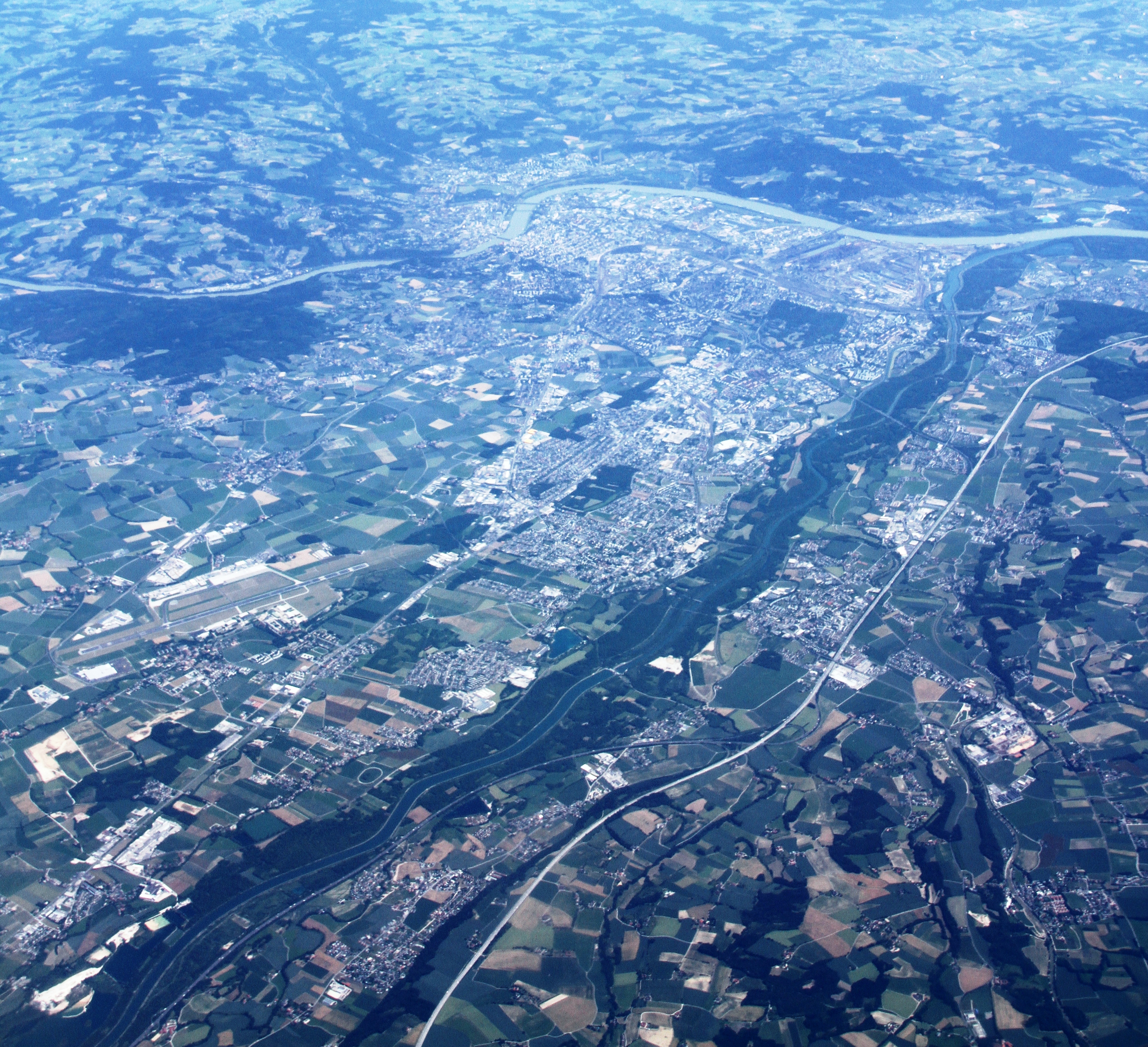
Das dichtbesiedelte Ostende des Unteren Trauntals, Kürnberg und Linzerfeld mit Donau, Linz und hinten Urfahr; die Autobahn im links-unteren Bildteil folgt der Höhenstufe Traunleiten

Die wichtigsten Standortfaktoren der Raumeinheit sind:
- Traun mit breiter Nieder- und Hochterrasse und dichtem Siedlungsgebiet.
- Hohe Belastung durch mehrere Verkehrsachsen (z. B. Welser Autobahn, Westbahn und Flughafen Hörsching), große Industrie- und Siedlungsgebiete (Wels) und intensive Landwirtschaft prägen dieses Gebiet.
- Schotterabbau in der Austufe und Niederterrasse gilt als wichtigste Schottergewinnung in ganz Oberösterreich.
- Die Traun ist durchgehend reguliert und weitgehend durch Kraftwerke aufgestaut.
- Der Auwaldbereich ist arten- und strukturreich. Hier dominieren die Eschenwälder, Fichten- oder Hybridpappelwälder sind sehr selten. Heißländen sind häufig und artenreich, teils von internationaler Bedeutung. Hinzu kommt die vielfältige Vogelfauna.
- Die Austufe weist ausgedehnte Kulturlandschaftselemente auf. Es existieren auch Galeriewälder an Bächen, die landschaftsprägend sind. Vorwiegende Nutzung für Ackerbau und dichte Besiedelung.
- Die Traunleiten Terrassenkante ist meist naturnah, landschaftsprägend bewaldet. Buchen- und Ahorn-Eschen-Wälder sind dominant. Es existiert ein Halbtrockenrasen an der Terrassenkante.
- Die landwirtschaftlich geprägte Niederterrasse ist dicht bebaut. Trockene Eichen-Hainbuchenwälder wechseln sich mit Schwarzerlen-Feuchtwälder ab. Die wenigen Bäche des Gebiets versickern in Schottergruben.
- Die Hochterrasse wird ebenso überwiegend landwirtschaftlich genutzt, ist aber strukturarm. Insbesondere der Osten ist dicht verbaut (Pasching, Linz), ansonsten sind Weiler vorherrschend. Die Hochterrasse ist mit Löss bedeckt.
- Die Raumeinheit ist niederschlagsarm und eher nebelreich.

### Gliederung
Die Raumeinheit ist in sechs Untereinheiten gegliedert:
- Auwaldbereich und Traunfluss
- Kulturlandschaft der Austufe
- Traunleiten (Grenze zum Traun-Enns-Riedelland)
- Landwirtschaftlich geprägte Niederterrasse
- Hochterrasse
- Verdichtete Siedlungs- und Gewerbegebiete